# Japanski dvornik
Japanski dvornik (japanska rejnutrija; lat. Reynoutria japonica) je trajnica iz obitelji Dvornikovki (Polygonaceae), red klinčićolike (Caryophyllales, nekad u danas nepriznatom redu Polygonales). Porijeklom je iz istočne Azije i Japana. Kod nas se, kao i u brojnim drugim zemljama, smatra invazivnom vrstom. Ime dvornik ostalo je jer se nekada uključivala u rod dvornika, a danas rodu rejnutrija (Reynoutria)

## Znanstveni nazivi
Poznata je pod brojnim sinonimnim imenima i pripisivana u nekoliko rodova: Fallopia, Pleuropterus, Polygonum, Tiniaria i Reynoutria.
- Polygonum cuspidatum Willd. ex Spreng. još nije razriješen, možda je njezin sinonim ili posebna vrsta.
- Polygonum cuspidatum Siebold & Zucc., sinonim je za Reynoutria japonica Houtt., vidi sinonimi.

## Povijest
U Europu ga je oko 1825. donio Philipp Franz von Siebold. Negdje u isto vrijeme unesen je i u SAD. U Hrvatskoj je prvi puta zabilježena 1970. u gradu Zagrebu, a danas je ima na više lokacija, posebno grad Karlovac pa je postala i čest ukras okućnica. Njezinim rezanjem i odbacivanjem biljka se širi jer je njezina glavna osobina visoka sposobnost regeneracije.

## Opis
Dvodomna biljka visoka do 4 metra, srcolikih listova zašiljenog vrha. Stabljike rastu iz podzemnih korijena i tvore gustu šikaru. Cvate u kasno ljeto i jesen. Cvjetovi su kremasto bijele boje u grozdastim cvatovima dužine 10 – 15 cm.

## Uklanjanje
Ova biljka ima duboko i široko rasprostranjen korijenov sustav pa iskapanje korijenja nije lako i uspješno je samo ako se uklone i najmanji dijelovi istog (navodno korijen prodire i do 4 metra u tlo). Korištenje herbicida, iako brzo i učinkovito, kontraproduktivno je jer pomoću istih tretirano tlo godinama postaje neuporabivo za druge kulture te živi svijet. U Njemačkoj je iskušano korištenje slane vode i tretman vrućom parom.

## Jestivost i ljekovitost
Kako su proljetni izdanci japanskog dvornika jestivi neki ovaj način uklanjanja predlažu kao alternativu. Jestivi su i posve mladi listovi koje treba prokuhati
Kao ljekovita biljka koristi se u Kini i Japanu (korijen), kod gljivičnih bolesti i upale kože te bolesti srca i krvožilnog sustava. Između ostalih tvari sadrži antrakinon, emodin i lavonoid resveratrol, supstancu izrazitih antioksidativnih svojstava.Po novijim istražvanjima mogla bi se koristiti i kod lajm borelioze.

## Sastav
Japanski dvornik je poznat kao biljka vrlo bogata resveratrolom koji se može naći u crnom vinu i koji je potaknuo interes biologa i trgovaca za ovu biljku još 1990-ih godina. Rizomi akumuliraju 20 do 50 puta više resveratrola od ostalih dijelova. Po nekim izvorima rizomi sadrže približno 197 μg/g resveratrola, dok stabljike imaju samo 9, a u lišću ga nema. Tridesetak spojeva izolirano je iz rizoma. Spojevi su farmakološki zanimljivi i mogu se svrstati u sljedećih pet klasa: antrakinoni, stilbeni, flavonoidi, lignani i fenolni spojevi.
Antrakinoni, u uobičajenim terapijskim dozama, djeluju laksativno. Emodol također ima svojstva estrogena. Flavonoidi sadrže neke snažne antioksidanse .
Stilbeni uključuju resveratrol i njegove derivate, s obećavajućim farmakološkim svojstvima. Resveratrol je prisutan u dovoljno velikim dozama da ga se isplati industrijski ekstrahirati. Količina sastojaka korijena Polygonum cuspidatum sakupljenih u raznim regijama Kine znatno varira ovisno o uvjetima uzgoja, procesu sušenja, uvjetima skladištenja itd. Kineski izvori daju sljedeći količinski raspon: od 6 do 29 μg/g DM resveratrola (kromatografijom reverzne faze RP-HPLC). Drugom metodom (HPTLC tankoslojna kromatografija), Zhao i suradnici (2005.) pronašli su 1810 μg/g MS.
Kineska industrija trenutno prerađuje 6 000 tona rizoma Reynoutrie japonice i na tržištu nudi 60 tona manje ili više čistog ekstrakta. Na tržištu su se pojavili mnogi dodaci prehrani bogati resveratrolom. Obično kombiniraju polifenole grožđa s ekstraktima japanskog dvornika koji sadrže velike količine jeftinog resveratrola.
- resveratrol 0,15 – 1,77 mg/g suhe tvari
- piceid (glukozid resveratrola) 9,91 – 16,4 mg/g suhe tvari
- piceatanol (stilben) 0,025 – 0,067 mg/g te njegov glukozid astringin 0,98 – 1,22 mg/g
- antrakinoni – emodin (35,3 mg na 6,7 g suhog ekstrakta), fiscin (8,2 mg na 6,7 g suhog ekstrakta)
- antraglukozid B (17,6 mg na 4,6 g suhog ekstrakta)
- antrakinon krizofanolne/krizofanialne kiseline
- antrakinonski derivat citreorozein
- triptofan
- tahiozid
- 2-metoksi-6 acetil-7 metilugnon 1mg/100 g kloroformnog ekstrakta
- 2,6-dihidroksibenzojeva kiselina
- Galijeva kiselina[5]

## Sinonimi
- Fallopia compacta (Hook.f.) G.H.Loos & P.Keil
- Fallopia japonica (Houtt.) Ronse Decr.
- Fallopia japonica f. colorans (Makino) Yonek.
- Fallopia japonica var. compacta (Hook.f.) J.P.Bailey
- Fallopia japonica var. compacta J. Bailey
- Fallopia japonica var. hachidyoensis (Makino) Yonek. & H.Ohashi
- Fallopia japonica var. uzenensis (Honda) Yonek. & H.Ohashi
- Pleuropterus cuspidatus (Siebold & Zucc.) H.Gross
- Pleuropterus zuccarinii (Small) Small
- Polygonum compactum Hook.f.
- Polygonum cuspidatum Siebold & Zucc.
- Polygonum cuspidatum var. spectabile Noter
- Polygonum hachidyoense Makino
- Polygonum reynoutria Makino
- Polygonum reynoutria f. colorans Makino
- Polygonum sieboldii de Vriese ex L.H.Bailey
- Polygonum zuccarinii Small
- Reynoutria compacta (Hook.f.) Nakai
- Reynoutria hachidyoensis (Makino) Nakai
- Reynoutria hachidyoensis var. terminalis Honda
- Reynoutria hachijoensis Nakai ex Jotani
- Reynoutria hastata Nakai ex Ui
- Reynoutria henryi Nakai
- Reynoutria japonica var. compacta (Hook.f.) Moldenke
- Reynoutria japonica var. hastata (Nakai ex Ui) Honda
- Reynoutria japonica var. spectabilis (Noter) Moldenke
- Reynoutria japonica var. terminalis (Honda) Kitag.
- Reynoutria japonica var. uzenensis Honda
- Reynoutria uzenensis (Honda) Honda
- Tiniaria japonica (Houtt.) Hedberg

## Vanjske poveznice
- Tekst Japanese Knotweed Alliance
- Japanese knotweed, www.invasive.org –  USA.